# Buhini-erdő
A Buhini-erdő erdő Zichyújfalu külterületén, a Zichy-tótól észak–északnyugatra, a 6212-es úttól keletre található. A Buhini-erdő nem nitrátérzékeny, illetve nem aszályérzékeny, továbbá nem árvízjárta terület. A Buhini-erdő egy viszonylag kis kiterjedésű természetes élőhelynek számít.